# FX Interactive
FX Interactive es una editora independiente de videojuegos española, fundada en 1999 y con una fuerte presencia en los mercados español, italiano e hispanoamericano. Se dedica tanto a la edición de títulos de terceros localizados para los territorios en los que opera como al desarrollo de productos propios, en producción (como la saga Imperivm, junto con el estudio búlgaro Haemimont Games) o desarrollo completo (como el remake de Navy Moves, o la saga FX Fútbol.
Sus productos siguen una presentación estética muy definida que se ha mantenido constante a lo largo de casi todos sus años de existencia, y siempre han sido muy claros y directos con su modelo de negocio: Precios bajos (con un precio máximo desde el nacimiento de la empresa de 19,95 € -originalmente 2.995 pesetas- y una línea de back catalogue llamada “Premium” a 9,95 €), ediciones muy cuidadas con localizaciones y doblajes de alta calidad, y una atención al cliente muy personalizada, lo que les ha valido un buen tratamiento en general por parte de la prensa y buena reputación entre el público, incluso a pesar de que en su condición de independientes no dispongan de grandes lanzamientos de categoría mundial.
Aunque cuenta en su catálogo con una gran variedad de títulos pertenecientes a todos los géneros del videojuego, FX es tradicionalmente asociada con la estrategia histórica (principalmente gracias a la publicación de las sagas Imperivm, Sparta, Patrician, Panzers, Cossacks, American Conquest o Men of War, publicitadas como “Basadas en hechos históricos”), con la aventura gráfica y con los juegos de rol.

## Comienzos
Tras la salida de Dinamic Multimedia de los hermanos Ruiz (Pablo, Víctor y Nacho, fundadores de la compañía de videojuegos Dinamic Software, sobre la que se fundó Dinamic Multimedia) por desacuerdos con José Ignacio Gómez-Centurión, principal socio de la misma, los hermanos se decidieron a fundar una nueva compañía. Ésta se llamaría FX Interactive (por el uso habitual de la partícula "FX" en el marketing de los juegos de la Dinamic original, como en "FX doble carga" de las cintas de los juegos) y sería fundada, además de por los hermanos Ruiz (Pablo como director general, Víctor como director de desarrollo y Nacho como director artístico), por otros cuatro socios procedentes también de Dinamic Multimedia: Jesús Alonso (presidente), Carlos Abril (director de programación), Pablo de la Nuez (director editorial) y Antonio Lucena (director técnico).
La empresa fue fundada en junio de 1999 y sus primeros productos, lanzados en diciembre del mismo año, fueron Traitor’s Gate, del estudio Daydream software (que se situaría antes del final del mes como octavo juego de PC más vendido), La Biblia para niños, de Brighter Child y FX Chess, de Oxford Softworks.
La compañía inicia sus actividades dividida en dos grandes áreas, una de desarrollo, dirigida por Víctor Ruiz, que comienza en el año 2000 el desarrollo de un remake de su exitoso título de los años 80 Navy Moves, y otra editorial, destinada a proporcionar fondos para financiar los desarrollos y el funcionamiento de la empresa, dirigida por Pablo de la Nuez.

## Consolidación
En enero de 2000, FX consigue colocar dos de sus tres productos (Traitor’s Gate y FX Chess) en el Top 10 de ventas, y Traitor’s Gate recibe críticas favorables de la prensa especializada. Al mismo tiempo, la compañía trabaja en el lanzamiento de Tzar, un RTS medieval-fantástico de una compañía búlgara llamada Haemimont Games.
Con el lanzamiento de Tzar en marzo, al que le seguirían diversas misiones de una campaña histórica llamada La Reconquista, FX consolida rápidamente su posición como editora consiguiendo colocar tres juegos en el Top 10: Tzar como número 1, Traitor’s Gate como número 2 y FX Chess en séptima posición. A lo largo del año, lanzarían otra aventura gráfica de Daydream Software llamada Morpheus, el juego de acción 3D Power Tank, una aplicación de traducción llamada Power Translator y la aventura gráfica The Longest Journey de Funcom.

## Localización y doblaje al castellano
En la campaña navideña del año 2000, FX lanza la aventura gráfica The Longest Journey. Para la edición española, FX cuenta con los servicios del estudio de doblaje de cine EXA y la participación, por primera vez en España, de actores profesionales de doblaje para dar voz a los personajes de la misma, en lo que la empresa califica como "el proceso del doblaje al español más ambicioso de la historia del software de entretenimiento para PC". La crítica y el público se vuelcan en el producto, que consigue situarse número 1 de ventas con rapidez.
El mismo proceso lo repetirían para el siguiente producto, The Fallen, basado en el motor de Unreal Tournament y en la franquicia de Star Trek Espacio Profundo 9, con el que conseguirían un nuevo número 1. Desde ese momento, la realización de localizaciones y doblajes de alta calidad para todos sus lanzamientos se convierte en uno de los principales reclamos de la empresa a la hora de vender sus productos y en su principal característica diferenciadora.
En 2004, Fernando Conde, que había trabajado cuatro años antes en The Fallen, se incorpora a la compañía como responsable de localización y doblaje. Conde se convierte con el tiempo en una de las caras más visibles mediáticamente de la empresa, y se encarga de las localizaciones y doblajes más notorios de la misma, como las aventuras gráficas de Pendulo Studios, o las sagas Panzers y Drakensang (cuya segunda parte se convirtió en otra superproducción, con 75 actores de doblaje y más de 26 000 tomas). La saga Drakensang marca también el cambio de estudio de doblaje, pues FX deja de trabajar con EXA y comienza a trabajar con REC Games, un nuevo estudio fundado por extrabajadores de EXA y especializado en videojuegos.

## Navy Moves
El primer juego desarrollado por FX es un remake de un antiguo juego de Dinamic, Navy Moves, con el que la compañía intenta recuperar la estructura de los antiguos juegos de la era de los 8 bits, con muchas fases distintas de ambientación y jugabilidad muy diferenciadas, desarrollado con tecnología actualizada. Su desarrollo comienza poco después de crearse la compañía, involucrando la contratación de más personal como Ignacio Abril, hermano de Carlos Abril y exprogramador de videojuegos de Dinamic (donde programó el Navy Moves original), que se incorpora a la compañía para trabajar en el proyecto.
Conocido fuera de la empresa solo por su nombre en clave (proyecto 941), el desarrollo del juego se dilata en el tiempo, apareciendo las primeras noticias que hablan del producto a principios del año 2007, lo que lo convierte en el desarrollo de videojuego más largo jamás realizado en España. El juego ve la luz a finales de ese año en forma de Free to Play, con la versión beta de los primeros niveles, empleando un sistema propietario de micropagos por móviles que denominan Wam-Up. Durante los siguientes años, se van liberando nuevos niveles y se va abandonando progresivamente el Wam-Up, en favor de los "Puntos FX", compartidos con la tienda digital de la empresa.

## Saga Imperivm
En 2002, FX compra los derechos de un RTS llamado Celtic Kings desarrollado por la búlgara Haemimont Games y decide producirlo internamente para adaptarlo al mercado español, convirtiéndolo en Imperivm: La Guerra de las Galias, y bautizando al género, básicamente un RTS sin construcción, como RTC (por Real Time Conquest, conquista en tiempo real). Antonio Lucena se convierte en el productor de la que pasa a ser la franquicia más exitosa de la compañía hasta el momento, al que se une Fernando Conde dos años después. A los buenos resultados de ventas del primer título le sucede en 2003 el segundo, Imperivm II: La Conquista de Hispania, que en Italia se vendería simplemente como Imperivm RTC, añadiendo nuevas civilizaciones y desarrollando la campaña del juego en la península ibérica durante las guerras púnicas.
En las navidades de 2004 se lanza Imperivm III: Las Grandes Batallas de Roma, en el que FX amplía el número de civilizaciones a siete y recrea las seis victorias más importantes de Roma y sus seis derrotas más importantes. El éxito de ventas en España e Italia convierte a la franquicia en la más vendida de estrategia en historia de España, con más de 1 000 000 de unidades vendidas.
A pesar del éxito obtenido y de las numerosas peticiones de la comunidad de usuarios, FX no desarrolla Imperivm IV, sino que en 2006 abre una nueva línea en la franquicia llamada Imperivm Civitas, que rompe con la tradición de RTS de los anteriores títulos al tratarse de un juego de construcción de ciudades ambientado en la época del Imperio Romano. Su secuela, Imperivm Civitas II, lanzada en 2007, añade profundidad estratégica y nivel de detalle en la construcción de las ciudades, y se convierte en el primer videojuego en ser presentado ante el Parlamento Europeo por su potencial educativo y en recibir el premio Marco Aurelio del Ayuntamiento de Roma por promover activamente la cultura romana.
En 2008, Imperivm Civitas III ofrecería un nuevo motor de simulación económica que cambia radicalmente el sistema de juego e Imperivm Online, básicamente Imperivm Civitas III con modo de juego multijugador, lanzado en el mismo año, se convierte en el último título de la franquicia hasta la fecha, al no responder la línea Civitas a las expectativas generadas por la franquicia original.

## Entrada en Italia
En septiembre del año 2002, FX inicia operaciones en Italia de la mano de la empresa italiana Power Up. A partir de ese momento, edita todos sus lanzamientos de manera simultánea para el mercado italiano, también empleando como reclamo comercial y característica diferenciadora, al igual que en el mercado español, la localización total (en este caso al italiano) y el doblaje con actores profesionales de cine y televisión.
El éxito comparativo obtenido por la compañía en Italia es similar al obtenido en España, exportando en ocasiones más de la mitad de su producción.

## Imagen y presencia en medios
Desde el comienzo de sus operaciones una de las características principales de la compañía es su agresiva política de marketing, especialmente para tratarse de una pyme independiente y dedicada únicamente al PC, con presencia muy notoria y espacios clave en la mayoría de las revistas especializadas en videojuegos e incluso campañas televisivas para lanzamientos navideños.
En el año 2002, Dimas Gorostarzu, exdirector de arte en Dinamic Multimedia, se convierte en el director creativo de FX, dotando a la compañía de su imagen corporativa moderna y dejando en el año 2006 la empresa para fundar su propio estudio de diseño, Tritone Design.
En cuanto a comunicación, su presencia en los medios generalistas, reportajes y apariciones en informativos nacionales con sus títulos más representativos es frecuente y el responsable de comunicación de la empresa, Manuel Moreno, realiza frecuentes intervenciones en la prensa, convirtiéndose en la cara visible de la compañía.

## Colecciones en prensa
A principios del año 2002, FX comienza a vender junto con el diario El Mundo una colección semanal de videojuegos que denominó "Los Mejores Videojuegos del Mundo" (MVM), contaba con 10 títulos por colección, uno por semana que era distribuido los sábados o domingos junto al mencionado diario, además de uno adicional que se ofrecía gratuitamente para los que habían completado la colección de dicho año (o, en el caso de las dos últimas colecciones, años 2006 y 2007, se habían hecho con al menos 6 títulos).
Estas colecciones incluían, además de títulos previamente lanzados por la compañía, otros títulos reeditados por FX para la ocasión, como los populares Half Life y Civilization II. Cada título se vendía por 4,95 €, en una vuelta de tuerca más a su política de precios. El éxito de la colección aseguró su repetición durante los siguientes cinco años, hasta el 2007.
Paralelamente, en el año 2004 comienza a venderse la colección en Italia, adaptada al italiano, en asociación con La Gazzetta dello Sport.

## FX Fútbol / Football Club Simulator
En el año 2012 FX reúne aparte del equipo original del exitoso juego de Dinamic Multimedia PC Fútbol y comienza, bajo la dirección de Pablo de la Nuez, el desarrollo de un mánager de fútbol propio, que titulan FX Fútbol. El título ve la luz en mayo de 2013 y se aúpa con rapidez al número 1 de ventas, aunque la crítica lo recibe tibiamente. La crítica principal que se le hace al producto es la carencia de licencias oficiales de las ligas y la escasez de éstas, pues sólo se contemplan la primera división y segunda división españolas e italianas, faltando la segunda división B y más ligas internacionales. Entre la comunidad de usuarios no tardan en circular mods que alteran el juego para poder disfrutar de los equipos y jugadores reales.
A finales de 2013, se lanza la segunda parte del juego, FX Fútbol 2.0, en la que la compañía asegura haber tomado buena nota de las peticiones de la comunidad y haberlas incorporado al producto, incluyendo ligas de cinco países (España, Italia, Inglaterra, Francia y Alemania) y la segunda división B, aunque sin licencias oficiales, decisión que defienden como fundamental para el producto tal y como lo conciben a pesar de las críticas.
Tras el lanzamiento de FX Fútbol 2015 en diciembre de 2014, el videojuego pasó a llamarse Football Club Simulator con su cuarta edición, lanzada al mercado el 4 de marzo de 2016. Disponible en FX Store y Steam, se trata de una versión internacional localizada en castellano, inglés, francés, alemán e italiano, con dos ligas nuevas: la argentina y la mexicana.

## Plataforma de distribución digital y cloud
En el año 2011, FX lanza su plataforma de distribución digital a la que llama "FX Classics Store", en la que ofrecen sus productos de back catalog y descatalogados a precios desde los 0,95 €, llegando en dos años al medio millón de usuarios. A partir de 2012, con todos sus nuevos lanzamientos empiezan a incluir un servicio llamado "FX Cloud" por el cual los compradores pueden instalarse el juego desde la red. Sin embargo, hasta la fecha la tienda digital no ofrece la opción de comprar los lanzamientos recientes de la compañía y público y prensa comentan lo poco práctico del sistema de pago, basado en "puntos FX" que deben comprarse, en vez de permitir el pago directo.

## Éxitos y fracasos
Desde sus primeros lanzamientos, FX se acostumbra a conseguir los primeros puestos en las listas de ventas, lo que consigue en sus dos primeros años con FX Chess (#7), Traitor’s Gate (#4), Tzar (#1), The Longest Journey (#1), The Fallen (#1), Submarine Titans (#1), Real War (#1) e Imperivm (#1). Entre sus números 1 se encuentran también Imperivm II y III, Patrician III, Sacred (que consiguió serlo simultáneamente en España e Italia), Port Royale 2, Panzers II (también en España e Italia), Hollywood Monsters 2, New York Crimes o FX Fútbol.
Sin embargo, también han tenido, incluso entre sus grandes éxitos, importantes críticas de público y prensa por títulos como 3D Power Tank o Real War, y la comunidad de usuarios acogió con una bajada de interés gradual el cambio de rumbo de la franquicia Imperivm desde RTC a City Builder, por lo que la compañía acabó por dejar de desarrollarla.

## Entradas y salidas de socios
Desde su fundación, varios de los socios fundadores han dejado la empresa y se ha producido una nueva incorporación a su junta directiva: 
Jesús Alonso, su presidente, la abandona en 2007 para fundar la empresa Restaurantes.com.
Poco después Carlos Abril, director de programación, la deja para fundar su propio estudio de desarrollo, Crocodile Entertainment, aunque posteriormente colaboraría de nuevo con FX para poner en marcha el proyecto FX Fútbol.
En septiembre de 2012 uno de los hermanos Ruiz, Nacho, abandona su posición de socio (aunque no la compañía).
A principios de 2014 se suceden la salidas como socio de Pablo de la Nuez (aunque no abandona la compañía hasta más de un año después) y la entrada en la junta de socios de Carlos Halpern a través de la sociedad de inversiones Talpica.

## Insolvencia
En mayo de 2017 y tras haber sido objeto de varias sentencias condenatorias por impagos, la empresa es finalmente declarada insolvente por el juzgado de lo social número 24 de Madrid tras acumular una deuda de más de 54000 euros.